# Grup de Visegrád
El Grup de Visegrád és una aliança cultural i política de quatre països d'Europa central: la República Txeca, Eslovàquia, Polònia i Hongria que va néixer el 1991 amb Polònia, Hongria i Txecoslovàquia, al castell de Visegrád que li dona nom per accelerar la seva integració a la Unió Europea i continua operatiu per coordinar els interessos comuns dels quatre països malgrat que tots ells ja són part de la Unió des del 2004. Amb l'escissió de Txecoslovàquia en 1993 el grup es va convertir en plataforma per als quatre membres.
La presidència del grup és rotativa entre els seus membres i de caràcter anual. Els camps on centra la seva atenció el grup són els següents: promoció de l'energia nuclear, beques per als estudiants universitaris per afavorir l'intercanvi entre els quatre estats, unitats militars comunes per defensar Europa central de possibles amenaces externes i mesures per incentivar els intercanvis comercials interns.